# Lumdatal

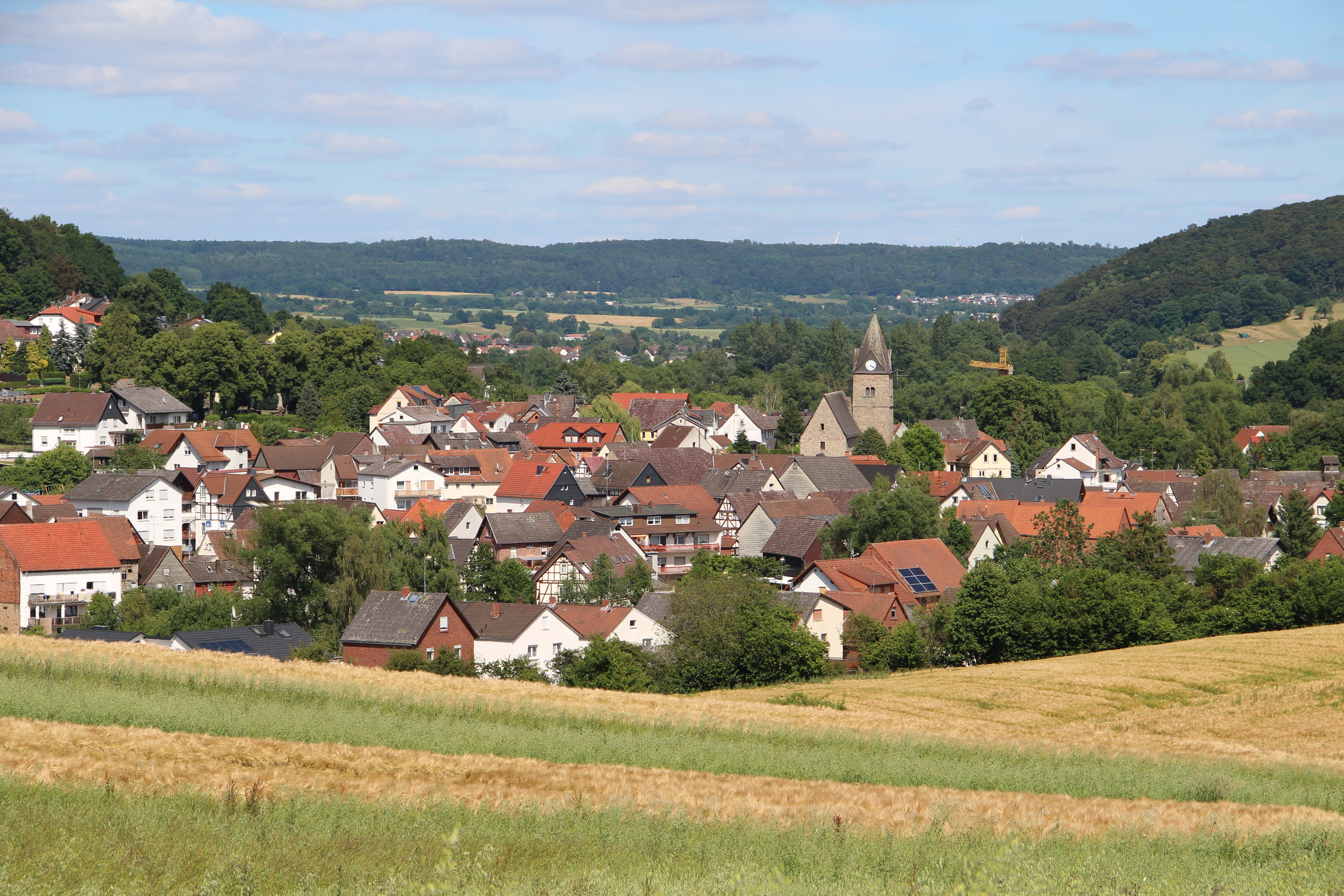
Das Lumdatal über Treis hinweg Richtung Allendorf

Das Lumdatal liegt im nordöstlichen Teil des Landkreises Gießen (Hessen). 
Der Fluss Lumda, der dem Tal seinen Namen gab, entspringt wie die Flüsse Ohm, Horloff, Wetter und Nidder auf der westlichen Seite des Vogelsbergs. Das Tal verläuft in ost-westlicher Richtung. Der europaweit sehr seltene Basaltlungstein, der vulkanischen Ursprungs ist, wird in Londorf (Londorfer Basaltlava) abgebaut. Einige dieser Steine fanden beim Bau des Kölner Doms Verwendung. Im Lumdatal leben etwa 20.000 Menschen in den fünf Gemeinden Lollar, Staufenberg, Allendorf und Rabenau sowie in einzelnen Stadtteilen von Grünberg. Das Lumdatal liegt auf einer Höhe zwischen 362,8 (bei Atzenhain) und 161 (Lumdamündung bei Lollar) Metern.
Das Lumdatal ist eines der Seitentäler des Lahntales, in ihm verläuft die Lumdatalbahn. Für Wandern und Radfahren ist das Tal durch den Radwanderweg Lumda-Wieseck erschlossen. 

## Nachbarregionen
Busecker Tal im Süden, Biebertal und Salzbödetal im Westen zugleich alle im Landkreis Gießen. Der Ebsdorfer Grund nördlich im Landkreis Marburg-Biedenkopf gelegen und das Ohmtal im Osten (Vogelsbergkreis)